# اکاترینا موروزوا
اکاترینا موروزوا (انگلیسی: Ekaterina Morozova؛ زادهٔ ۲۶ مارس ۱۹۹۱) بازیکن فوتبال اهل روسیه است.
وی همچنین در تیم ملی فوتبال زنان روسیه بازی کرده‌است.